# Weißes Kreuz (evangelische Organisationen)
Das Weiße Kreuz sind in einer christlichen Tradition stehende Organisationen in Deutschland, Schweiz und Österreich, die sich zum Ziel gesetzt haben, Menschen in unterschiedlichsten Problem- und Krisensituationen vor allem im Beziehungs- und Sexualbereich zu beraten. Dies wird in erster Linie durch Schulung und Förderung von Mitarbeitern in kirchlichen Ortsgemeinden, Gemeinschaften und christlichen Werken sowie durch Veröffentlichungen in den Bereichen der Sexualethik, Pädagogik und Seelsorge erreicht.

## Arbeitsbereiche
Das Weiße Kreuz ist vor allem in folgenden Arbeitsbereichen tätig:
- Eheseelsorge / Eheseminare
- Erziehungsfragen
- Hilfe im Schwangerschaftskonflikt und Schwangerenberatung
- Sexualberatung in Jugendgruppen und Schulen
- Lebenshilfe

## Positionen und Arbeitsschwerpunkte
Das Deutsche Weiße Kreuz vertritt eine konservativ-christliche Sexualmoral. So wird beispielsweise dafür plädiert, mit dem Sex bis zur Ehe zu warten.  Auch die Förderung der heterosexuellen Partnerschaft (besonders in ehelicher Form) ist ein zentrales Anliegen des Weißen Kreuzes.
Ein Schwerpunkt des Deutschen Weißen Kreuzes liegt zurzeit auf dem Thema Internetsexsucht und Pornographie. Für Betroffene werden Hilfen und Ausstiegsmöglichkeiten angeboten. Auch gibt es Beratungs- und Hilfsangebote für Opfer sexuellen Missbrauchs.
In einem Fortbildungsseminar für Sexualberatung fasste das Deutsche Weiße Kreuz im Jahr 2012 die Begriffe „Homosexualität, Pädophilie, Transsexualität“:16 gemeinsam unter dem Begriff „sexuelle Identitätsstörung“ zusammen, wie es auch andere konservative Christen und Vertreter der Ex-Gay-Bewegung manchmal tun. Dies steht im Gegensatz zur psychologischen Fachwelt, in der die „sexuelle Identitätsstörung“ stattdessen als Synonym für Geschlechtsidentitätsstörung verwendet wird (DSM-IV 302.6, 302.85). Bei Stellungnahmen zu diesen Themen in der Vergangenheit berücksichtigte das Weiße Kreuz Ansichten von Organisationen wie Wüstenstrom, betonte aber seine Auffassung, dass Homosexualität nicht einfach therapierbar sei, und bietet auch keine Therapie an. Gegenwärtig wird die Position vertreten, dass bei Konflikten mit erlebter Homosexualität „in ergebnisoffenen und fachlich verantworteten Klärungsprozessen“ erarbeitet werden sollte, „worin die erlebten Konflikte begründet sind und welche individuellen Möglichkeiten es gibt, damit umzugehen.“

## Vernetzung
In der Schweiz ist das Weisse Kreuz Mitglied im Diakonieverband Schweiz und in der Schweizerischen Evangelischen Allianz, in Deutschland gehört es u. a. zur Diakonie Deutschland, zum Evangelischen Gnadauer Gemeinschaftsverband und zu den der Deutschen Evangelischen Allianz nahestehenden Organisationen. Das deutsche Weiße Kreuz ist darüber hinaus Mitglied im Bundesverband Lebensrecht.

## Deutschland

### Geschichte
Das Weiße Kreuz (heutiger voller Name: Evangelischer Fachverband für Sexualethik und Seelsorge Weißes Kreuz) wurde 1890 in Berlin gegründet und war eng mit der Erweckungsbewegung um 1900 verknüpft. Nachdem sich der Dienst zunächst vor allem an junge Männer gewandt hatte (vielfältiges Schrifttum gegen die Onanie), erweiterte er seine Arbeit ab 1911 auch auf Mädchen und Frauen. Der Dienst breitete sich rasch international aus, wurde aber durch den Nationalsozialismus und den Zweiten Weltkrieg völlig zerstört. Das Bundeshaus in Nowawes bei Potsdam wie auch die Geschäftsstelle in Berlin gingen verloren.
Nach dem Krieg begann der Wiederaufbau, 1959 wurde das Bundeshaus in Kassel erworben. Durch Vereinigung der Männer- und Frauenarbeit entstand der gemeinsame Verein Weißes Kreuz e. V. Später erfolgte der Umzug der Bundeszentrale nach Vellmar, wo sie 14 Jahre lang verblieb. 1995 wurde in Ahnatal bei Kassel ein neues Seminarzentrum, 1997 auch der neue Stammsitz des Vereines bezogen. Derzeit unterhält das Weiße Kreuz Beratungsstellen über das gesamte Bundesgebiet verstreut.
Von 2006 bis 2015 war Rolf Trauernicht Geschäftsführer. In dieser Zeit stieg die Zahl der Beratungsstellen von 11 auf 175. Im Januar 2016 folgte ihm Martin Leupold in diesem Amt, der zuvor als Theologe und Ethiker das Gnadauer Theologische Seminar Falkenberg leitete.

### Leitung
Geschäftsführer des Weißen Kreuzes:
- 1969–1999 Gerhard Naujokat
- 1999–2006 Karl-Heinz Espey
- 2006–2015 Rolf Trauernicht
- 2016–2025 Martin Leupold
- seit 2025 Ana Kadira

Erster Vorsitzender des Vereins ist derzeit Florian Mehring.

### Veröffentlichungen
Das Weiße Kreuz bringt viermal jährlich die Zeitschrift Weißes Kreuz heraus.
Zusätzlich erscheinen regelmäßige Sonderdrucke zu bestimmten Themen der Sexualethik, Pädagogik und Seelsorge unter dem Titel Weißes Kreuz extra. Diese Texte werden auch online zum Download angeboten.

## Österreich
Das Weisse Kreuz Österreich (voller Name: Weisses Kreuz Österreich, Fachstelle für Beziehungsfragen, Sexualethik und Lebensschutz mit Sitz in Wien) wurde nach den älteren Vereinen in Deutschland und in der Schweiz im Jahr 2014 gegründet. Obleute sind Sarah Döring und Ernst Prugger. Der Verein sieht die Notwendigkeit, in einer säkularisierten Gesellschaft Beratungsangebote, ethische Hilfestellungen und Vorsorge für das Alter anzubieten. Der Verein sieht seine Dienste als komplementäres Angebot unter verschiedenen Alternativen, um Beziehungen zu fördern und Leben zu schützen. Er tut dies auf Basis christlicher Werte mit der Wertschätzung gegenüber der Freiheit jeder Person.
Grundlage der Vereinstätigkeit sei nach eigener Aussage diakonisches Handeln, unabhängig von Stellung, Rang, Religion, Kultur und Ethnie der hilfesuchenden Klienten. Grundlage des Vereins sei die Bibel, wonach der Mensch wertvoll und als Schöpfung Gottes Ebenbild sei. Der Verein hat das Ziel, präventiv in die Gesellschaft hineinzuwirken, um zu einem breiteren Verständnis und einer besseren Orientierung von Beziehung, Sexualethik und Lebensschutz beizutragen.

## Schweiz
In der Schweiz wurden 1892 Gruppen des Weissen Kreuzes gegründet. Die erste Konferenz des Schweizerischen Sittlichkeitsbundes vom Weissen Kreuz fand 1903 in Zürich mit Vertretern aus sechs Sektionen statt.
1935 wurde der Name zu Schweizerischer Bund vom Weissen Kreuz und 1974 zu Schweizerisches Weisses Kreuz geändert.
Der Verein vermittelt durch Bildungsangebote Kompetenzen und Informationen zu Liebe, Beziehung und Sexualität auf der Basis christlicher Grundwerte. Er ist gemeinnützig sowie konfessionell und politisch unabhängig.

## Einzelbelege
1. ↑  Themenseite „Plädoyer für sexuelle Enthaltsamkeit“, liebewartet.de
2. 1 2  „Sexuelle Identitätsstörung in der Beratung“ (Memento vom 25. Dezember 2015 im Internet Archive)
3. ↑  Herbert Antonu: Psychologische Entstehungshypothese über die sexuelle Reifungskrise junger Erwachsener als Folge einer Störung der Geschlechtsidentität im Kindesalter aus Sicht der Analytischen Psychologie (PDF; 899 kB), Diplomarbeit, Januar 2004, psychotherapiewien.at, S. 24
4. ↑  Stellungnahme des Weißen Kreuzes zu Homosexualität (Memento vom 21. Juni 2004 im Webarchiv archive.today)
5. ↑  Wofür wir stehen. In: Weisses Kreuz. Abgerufen am 16. Oktober 2024 (deutsch).
6. ↑  Wer wir sind. In: Weisses Kreuz. Abgerufen am 16. Oktober 2024 (deutsch).
7. ↑  Weißes Kreuz: Wechsel in der Leitung (Memento vom 23. Juni 2015 im Internet Archive), Evangelische Nachrichtenagentur idea, Meldung vom 22. Juni 2015.
8. ↑  Unser Team. In: Weisses Kreuz. Abgerufen am 12. November 2024.
9. ↑  Vereinsregisterauszug zum Stichtag 01.07.2014 auf der Vereinshomepage (weisses-kreuz-oe.at)
10. ↑  Unsere Werte auf der Vereinshomepage, abgerufen am 30. Juli 2016
11. ↑  Geschichte. Die Wurzeln des Weissen Kreuzes
12. ↑  Statuten des Vereins Schweizerisches Weisses Kreuz